# کراولی لیک (کالیفرنیا)
کراولی لیک (به انگلیسی: Crowley Lake) یک منطقهٔ مسکونی در ایالات متحده آمریکا است که در شهرستان مونو، کالیفرنیا واقع شده‌است. کراولی لیک ۷٫۳۱۱ کیلومتر مربع مساحت و ۸۷۵ نفر جمعیت دارد و ۲٬۱۱۸٫۰۸ متر بالاتر از سطح دریا واقع شده‌است.